# Deltocephalus festivus
Deltocephalus festivus är en insektsart som beskrevs av Melichar 1899. Deltocephalus festivus ingår i släktet Deltocephalus och familjen dvärgstritar. Inga underarter finns listade i Catalogue of Life.